# Александра Цяву
Александра Цяву (грец. Αλεξάνδρα Τσιάβου, 26 вересня 1985) — грецька веслувальниця, олімпійська медалістка.

## Виступи на Олімпіадах
| Олімпіада   | Дисципліна         | Місце |
| ----------- | ------------------ | ----- |
| Пекін 2008  | легка двійка парна | 6     |
| Лондон 2012 | легка двійка парна | 3     |